# Sergej Kamenskij
Sergej Igorevitj Kamenskij (ryska: Сергей Игоревич Каменский), född 7 oktober 1987 i Bijsk, är en rysk sportskytt.
Kamenskij blev olympisk silvermedaljör i gevär vid sommarspelen 2016 i Rio de Janeiro och vid sommarspelen 2020 i Tokyo.